# Rosiczka Alicji
Rosiczka Alicji (Drosera aliciae R. Hamet) – gatunek rośliny należący do rodziny rosiczkowatych, pochodzący z południowej Afryki.

## Morfologia
ŁodygaGłąbik osiągający wysokość 15–40 cm.
LiścieWyłącznie różyczkowe tworzące rozetę o średnicy 5–6 cm. Długość liści do 30 mm, rozszerzające się ku zaokrąglonemu końcowi. Na liściach włoski z gruczołami wydzielającymi lepką ciecz. Gdy roślina ma dostateczną ilość światła, włoski na liściach zabarwiają się na czerwono.
KwiatyNa szczycie pędu kwiatonośnego zebrane w gronopodobny kwiatostan. 5 wolnych płatków korony barwy różowej. Zazwyczaj 2–12 kwiatów na pędzie kwiatowym, kwitną kolejno.
OwocTorebka zawierająca liczne nasiona o długości ok. 0,6 mm.

## Biologia i ekologia
Bylina. Siedlisko: Torfowiska. Roślina owadożerna przystosowana do życia w siedliskach bardzo ubogich w azot.

## Zastosowanie i uprawa
Jest uprawiana przez hobbystów jako roślina pokojowa. Wymaga torfowej, małożyznej gleby i słonecznego stanowiska. Rozmnaża się ją przez podział, nasiona lub przez sadzonki korzeniowe.

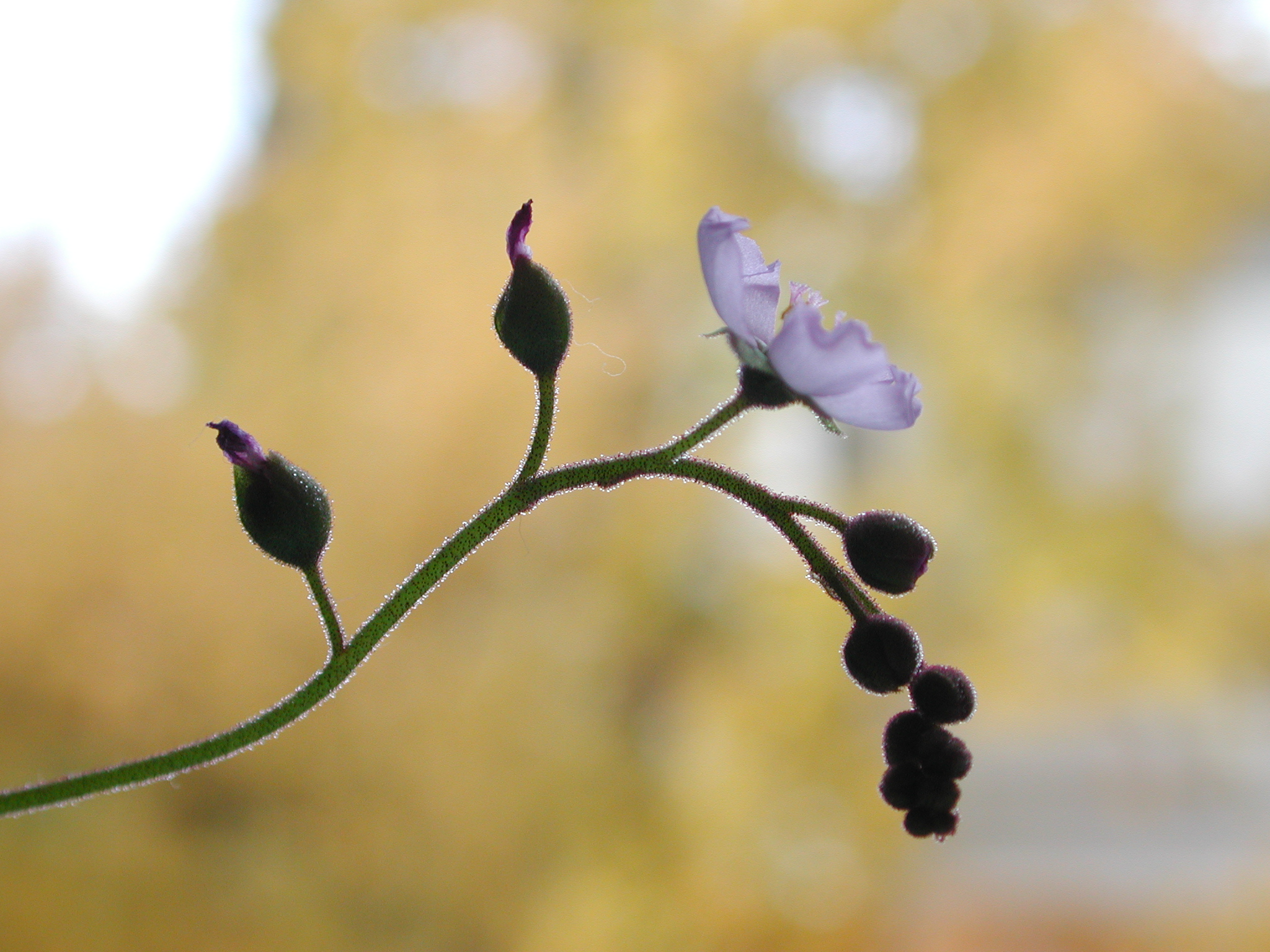
Kwiaty